# It's My Party (canción de Lesley Gore)
«It's My Party» es una canción grabada originalmente por la cantante británica Helen Shapiro y popularizada por la entonces jovencísima cantante estadounidense Lesley Gore en 1963. Alcanzó el número 1 de las listas de pop y rhythm and blues de la revista Billboard en junio de 1963 y el número 14 en el recuento anual. También fue número 9 en el Reino Unido, lo que la convirtió en el primer éxito de Gore en este país, un año después, "Maybe I Know" llegaría al top 20 británico. 

## Historia
La letra de la canción describe el desgarro emocional y la humillación pública que sufre una adolescente cuando, en su propia fiesta de cumpleaños, su novio Johnny la abandona repentinamente por otra chica llamada Judy, mientras Lesley lo esperaba para bailar y así poder sonreír toda la noche. Pero Johnny le entrega un anillo a Judy como muestra de su amor lo cual resulta una sorpresa de cumpleaños para Lesley.
El estribillo de la canción (traducido como "Es mi fiesta y lloro si quiero... Tú también llorarías si te ocurriese a ti") se convirtió enseguida en una clásica expresión popular estadounidense para describir el sentirse humillado y triste en una ocasión que se supone que debería ser alegre.

## Versiones
- Los Shakers
- The Chiffons
- "Leva livet" (Stikkan Andersson). Lill-Babs, Magnus Uggla, Lotta Engberg
- Bryan Ferry en su álbum These Foolish Things (1973).
- Dave Stewart y Barbara Gaskin
- Luxx
- El rapero Fabolous referencia la canción en su éxito de 2003, "This is My Party".
- "C'est Ma Fête" por Richard Anthony.
- La cantante de jazz Amy Winehouse versionó esta canción para un álbum Tributo a Quincy Jones.
- La canción Pity Party de Melanie Martinez tiene una parte del estribillo de la canción.
- La canción necessary evil de Motionless in White tiene una parte del estribillo modificada.
- La canción Mascara del grupo femenino japonés XG tiene una parte del estribillo de la canción.